# タラ・ブラバゾン
タラ・ブラバゾン（Tara Brabazon, 1969年1月3日 - ）は、イギリス・ブライトン大学の教授である。専門はメディア・スタディーズ。

## 経歴
西オーストラリア州のパースで生まれた。マードック大学のメディア・コミュニケーション・文化学科准教授、セントラルクイーンズランド大学およびニュージーランドのヴィクトリア大学ウェリントン講師を歴任、ウェスタン・オーストラリア大学で研修経験がある。
現在、ブラバゾンはブライトン大学の前期課程（1年次・2年次）の教壇に立ち、「創造産業」（Creative Industries）「ポップ研究」（Thinking Pop）というコースを教えている。クリエイティヴ・メディア（Creative Media）修士課程のプロジェクト・リーダーであり、遠隔指導を含めて４つの修士コースを受け持っている。コース名はそれぞれCity Imaging、Media Literacies、Sonic Media、Teaching, Learning and Writing through Popular Cultureである。
ブライトン大学のスポーツおよびメディア・カルチャー研究科の教授スティーヴ・レッドヘッド（Steve Redhead）と結婚している。

## 活動と業績
これまでに9冊の書籍を執筆し（いずれも未訳）、〈ディジタル反対論者〉として知られている。最も知られている著作は『ディジタルの毒：教育へのインターネットの害』 (Digital Hemlock: internet education and poisoning of teaching) 、および『Google大学』 (The University of Google) と題されたもので、学生向けに情報化時代に向き合うための基本的な足がかりを与えるものである。ポストコロニアリズムを扱った『ジャックを追いかけて：対蹠地への撤退』 (Tracking the Jack) 、『周縁の遊び：スポーツ、記憶、アイデンティティ』 (Playing on the Periphery: sport, memory and identity) などもある。
ポピュラー・カルチャー研究も行っており、『南太平洋のリヴァプール：パースとそのポップ・ミュージック』 (Liverpool of the South Seas: Perth and its popular music) 、『革命から革命まで：X世代、ポップ・カルチャー、ポップ・メモリー』 (From Revolution to Revolution: Generation X, Popular Culture, Popular Memory) が2005年に刊行された。さらに『革命はダウンロードできない：ディタル・エイジの異議申し立て』 (The Revolution will not be downloaded: dissent in the digital age) を2008年1月刊行。もっとも新しい著作は『Google大学：（ポスト）情報化時代の教育』 (The University of Google: education in the (post) information age) である。『ポピュラー・カルチャーを考える：戦争、執筆、テロリズム』 (Thinking Popular Culture: war, writing and terrorism) が2008年6月に刊行予定。
ポピュラー・カルチャーの質的改善を目的にした非営利組織Popular Culture Collectiveの代表をつとめている。
オーストラリアン・オブ・ザ・イヤーの最終選考に残ったこともあり、大学院教育、障害者教育、文化研究教育への貢献に対して複数の賞を受けている。またオープンで読み手を選ばない執筆活動も評価され、Times Higher Education（THE）の執筆者もつとめている。
ブラバゾンは彼女の講義の受講者に対して、Googleおよびウィキペディアの使用を禁じたと報道されたことがある。ブライトン大学就任の言葉は『Googleは精神的精白パン（＝育ちはよいが面白みのないやつ）である』（"Google is White Bread for the Mind"）と題されていた。The Time紙およびThe Guardian紙で特集が組まれたこともある。

## 註
1. ↑  http://www.brighton.ac.uk/news/2008/080107googleiswhitebread.php?PageId=810p
2. ↑  http://technology.timesonline.co.uk/tol/news/tech_and_web/the_web/article3182091.ece
3. ↑  http://education.guardian.co.uk/academicexperts/story/0,,2244467,00.html